# Tonj
Tonj là một thành phố ở bang Warrap, Nam Sudan.

## Địa lý
Thành phố cách thủ đô Juba khoảng 525 km về phía tây bắc và nằm trên bờ sông Tonj (còn được gọi là sông Ibba).
Tonj nằm giữa hai thành phố lớn khác là Rumbek (cách đó 153 km về phía đông nam) và Wau (cách đó 108 km về phía tây bắc). Độ cao trung bình của nó là khoảng 427 mét (1.401 ft) trên mực nước biển.

## Nhân khẩu
Vào năm 2010, dân số của Tonj được ước tính là khoảng 17.340 người. Các dân tộc trong thành phố là người Dinka và người Bongo, cùng với một số nhóm bộ lạc nhỏ hơn.

## Giao thông
Có ba tuyến đường chính đi khỏi Tonj:
- A43-Bắc đi về phía tây bắc đến Wau
- A43-Nam đi về phía đông nam đến Rumbek
- Một con đường nhỏ hơn dẫn thẳng về phía bắc để hợp nhất với đường Yirol-Yoynyang tại Thar Jath

Thành phố cũng có một sân bay nhỏ mang tên Tonj.